# Мирословени (Горж)
Мирословени (рум. Mirosloveni) насеље је у Румунији у округу Горж у општини Албени. Oпштина се налази на надморској висини од 257 m.

## Становништво
Према подацима из 2002. године у насељу је живело 307 становника, од којих су сви румунске националности.